# Abbaye de Renty
L'abbaye de Renty de l'ordre de Citeaux est fondée au VIIe siècle par saint Bertulphe sur les bords de l'Aa, à Renty, commune française située dans le département du Pas-de-Calais en région Hauts-de-France.

## Historique
Saint Omer aurait fondé à Renty deux églises au VIIe siècle. La présence ancienne de saint Bertulphe, administrateur du comte Wambert de Renty, devint ensuite évangélisateur local et fondateur d'une abbaye mérovingienne. Wambert avait une sœur, Angadresme qui, après être devenue sainte, est devenue la sainte patronne de la ville de Beauvais. Bertulphe s'en va ensuite fonder l'abbaye basse de Saint-Omer autour de laquelle s'établira la ville.
De 1168 à 1668, l'abbaye devient un simple prieuré dépendant de l'abbaye de Marmoutier.